# Daniil (Kuzněcov)
Daniil (světským jménem: Semjon Olegovič Kuzněcov; * 16. února 1980, Čjornaja Cholunica) je ruský duchovní Ruské pravoslavné církve, biskup gurjevský a vikář kemerovské eparchie.

## Život
Narodil se 16. února 1980 v sídle Čjornaja Cholunica v Kirovské oblasti.
Roku 1997 dokončil střední školu č. 5 v Čjorné Cholunici. Následně studoval na Saratovském duchovním semináři, který dokončil roku 2001.
Dne 12. července 2001 byl v chrámu Pokrova přesvaté Bohorodice v Saratově arcibiskupem saratovským a volským Alexandrem (Timofejevem) rukopoložen na diákona a o den později byl určen do služby chrámu Ikony Matky Boží "Ukoj mé bolesti" v Saratově a jmenován asistentem prorektora pro výchovnou činnost Saratovského duchovního semináře.
Dne 2. srpna 2001 byl v katedrálním chrámu Ducha Svatého v Saratově rukopoložen arcibiskupem Alexandrem na jereje a byl jmenován duchovním tohoto chrámu.
V dubnu 2002 byl přijat do kléru vjatské eparchie a byl jmenován duchovním chrámu svatého Alexandra Něvského v Omutninsku. Od února 2005 do dubna 2006 byl představeným tohoto chrámu. Od června 2005 sloužil jako blagočinný Omutninského okruhu. V dubnu 2006 byl jmenován představeným chrámu Svaté Trojice v Omutninsku, kterým byl do června roku 2009.
Dne 20. dubna 2008 byl v Trifonovském monastýru v Kirově igumenen Iovem (Muravjevem) postřižen na monacha se jménem Daniil na počest svatého Daniela Pereslavského.
Dne 11. června 2009 se stal duchovním chrámu Zesnutí přesvaté Bohorodice Trifonovského monastýru. Stejného roku nastoupil na studium Moskevské duchovní akademie.
Od října 2009 do března 2010 působil jako prorektor Vjatského duchovního učiliště a poté do srpna 2011 působil jako jeho rektor.
Dne 26. března 2010 byl povýšen na igumena.
V září 2011 byl jmenován prorektorem výchovné činnosti a ekonomické činnosti učiliště.
Dne 4. října 2012 jej Svatý synod zvolil biskupem uržumským a omutninským. Dne 14. října byl povýšen na archimandritu. Dne 30. listopadu 2012 byl v chrámu Krista Spasitele v Moskvě oficiálně jmenován biskupem a 23. prosince proběhla v chrámu Krista Spasitele v Kaliningradu jeho biskupská chirotonie. Světiteli byli patriarcha moskevský Kirill, metropolita saranský a mordovský Varsonofij (Sudakov), metropolita vjatský a slobodský Mark (Tužikov), biskup baltský Serafim (Melkoňan), biskup solněčnogorský Sergij (Čašin) a biskup jaranský a luzský Paisij (Kuzněcov).
Dne 25. července 2014 jej Svatý synod ustanovil biskupem biškeckým a kyrgyzstánským.
Dne 27. května 2022 byl jmenován biskupem oričevským a vikářem vjatské eparchie.
Dne 25. srpna 2022 byl jmenován biskupem gurjevským a vikářem kemerovské eparchie.